# Mapeo de números de teléfono

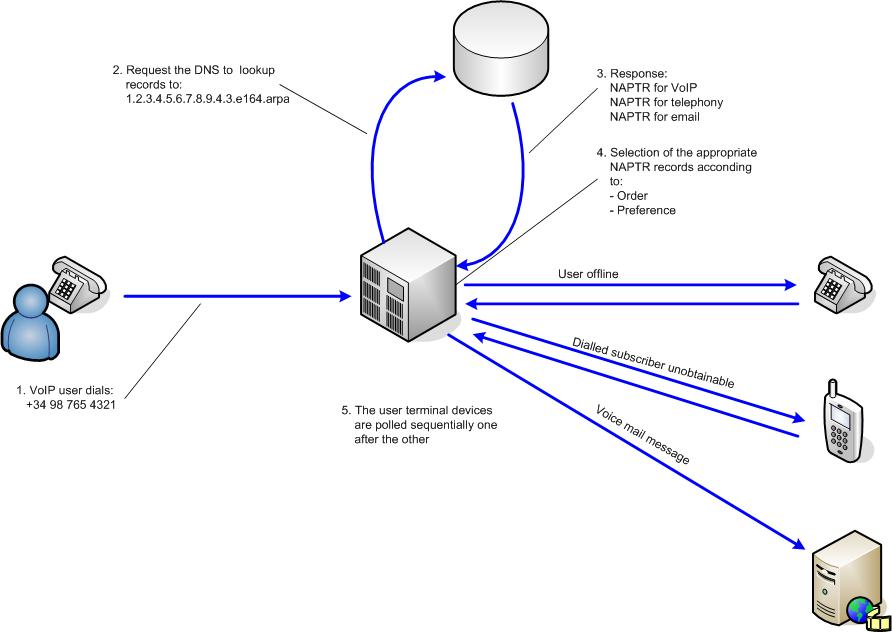
Ilustración de cómo es el mapeo de números telefónicos

El Mapeo de números telefónicos es un sistema para unificar el sistema de números telefónicos internaciolunales de la red telefónica pública conmutada con el direccionamiento de Internet y los espacios de nombres de identificación. A nivel internacional, los números de teléfono se organizan sistemáticamente según el estándar E.164, mientras que Internet utiliza el Sistema de Nombres de Dominio (DNS) para enlazar nombres de dominio a direcciones de IP y otra información de recursos. Los Sistemas de mapeo de número telefónicos proporcionan instalaciones para determinar los servidores de comunicaciones de Internet aplicables responsables de dar un servicio a un número telefónico dado mediante consultas de DNS.
La función más destacada para la asignación de números de teléfono es el estándar de asignación de números E.164 a URI (ENUM). Utiliza tipos de registros DNS especiales para traducir un número de teléfono en un Identificador de Recurso Uniforme (URI) o una dirección de IP que se puede utilizar en las comunicaciones por Internet.